# سيريس (ماغنا غراسيا)

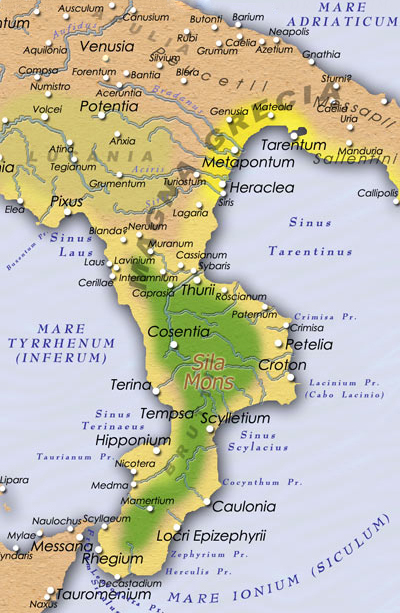

سيريس (باليونانية: Σῖρις)‏ هي مدينة قديمة من ماجنا غراسيا (في جنوب إيطاليا الحديثة)، وتقع عند مصب النهر الذي يحمل نفس الاسم والذي يصب في خليج تارانتو وتسمى الآن سيني. كانت إحدى المستعمرات اليونانية ونالت قسطًا هائلًا من الازدهار والغنى.